# Handy Manny
Handy Manny (br: Manny, Mãos à Obra; pt: Manny Mãozinhas) foi um desenho animado Estadunidense/Canadense/Francesa conta as aventuras de Manny Garcia, um simpático e habilidoso rapaz que conserta as coisas em sua cidade. Para isso, ele conta com a ajuda de suas ferramentas falantes. A série se estrenó de aires a as 10:00 a.m. ET/PT tempo em 16 de setembro de 2006 em Disney Channel's Playhouse Disney quadra nos Estados Unidos.
Manny é bilingue em espanhol e português (inglês, na versão original), pelo que ensina às crianças algumas palavras em espanhol, como "sí" e "vamonos".
No Brasil é exibido no canal por assinatura Disney Junior (antes chamado de Playhouse Disney). 
E foi exibido na TV aberta pelo SBT dentro do bloco Mundo Disney, todas as terças, às 10h.
Em Portugal, pelo canal de sinal aberto RTP 2, dentro do espaço infanto-juvenil Zig Zag e pelo canal por assinatura Disney Channel (dentro do espaço Playhouse Disney) e mais tarde no Disney Junior.

## Dubladores
| Personagem      | Dublagem | Dobragem              |
| --------------- | --- | --------------------- |
| Manny           | Wendel Bezerra (voz principal na 1º dublagem, voz cantada em Escolinha de Ferramentas do Manny)/ Renan Freitas (voz principal na 2º dublagem e Escolinha de Ferramentas do Manny) | Tiago Retrê           |
| Manny criança   | Yuri Chesman/ Yago Machado |                       |
| Felipe/Filipe   | Marcelo Campos/ Cláudio Galvan/ Wendel Bezerra (Escolinha de Ferramentas do Manny, canções)                                                                                       | Paulo Oom             |
| Turner/Gira     | Luiz Antônio Lobue/ Reginaldo Primo | Filipe D'Avis         |
| Pat/Bate        | Sérgio Rufino/ Manolo Rey/ Ulisses Bezerra (Escolinha de Ferramentas do Manny, canções)                                                                                           | Peter Michael         |
| Vovôzinho       | Hélio Vaccari/ Jomeri Pozzoli |                       |
| Kelly           | Raquel Marinho/ Fernanda Baronne | Carla Garcia          |
| Sra. Portillo   | Gessy Fonseca/ Carmen Sheila |                       |
| Sr. Lopart      | Élcio Sodré/ Sérgio Stern | Luís Lucas            |
| Rusty/Rosca     | César Marchetti/ Phillipe Maia/ Rodrigo Araújo (Escolinha de Ferramentas do Manny, canções)                                                                                       | Nuno Nunes            |
| Squisy/Aperta   | Rita Almeida/ Christiane Monteiro | Patrícia Adão Marques |
| Stretch/Estica  | Angélica Santos/ Lina Mendes | Ana Vieira            |
| Dusty/Serradura | Fernanda Bullara/ Erika Menezes/ Rita Almeida (Escolinha de Ferramentas do Manny, canções)                                                                                        | Sandra de Castro      |
| Sam             | Márcio José Araújo |                       |
| Flicker/Luzinha | Úrsula Bezerra/ Aline Ghezzi | Joana Freixos         |
| Ticks           | Luiz Sérgio Viera |                       |
| Pinzas          | Marisa Leal |                       |
| Roland          | Rodrigo Antas |                       |
| Tocks           | Rodrigo Antas |                       |
| Beamer          | Sérgio Muniz |                       |

- Estúdio: Álamo/ Delart/ Unidub (canções de Escolinha de Ferramentas do Manny)
- Direção de Dublagem: Wendel Bezerra (Álamo)